# Big Revenge
Big Revenge (Chinees: 大報復) is een album van de Cantopop zanger Sammi Cheng. Het is opgenomen in 1993 en uitgegeven in juli van hetzelfde jaar.

## Tracklist
1. 大報復
2. 叮噹
3. 一錯再錯
4. 熱脹冷縮
5. 從開始那天
6. 思念
7. 不來的季節
8. CHOTTO等等
9. 愛你還是忘記你
10. Friends
11. 娃娃看天下
12. 離別
13. Say U'll Be Mine
14. Valentino
15. 怎麼愛得這樣傻